# Ronaldo Nájera
Luis Ronaldo Nájera Reyna (ur. 24 lutego 2003 w Ciudad Mante) – meksykański piłkarz występujący na pozycji ofensywnego pomocnika, od 2024 roku zawodnik Atlético San Luis.